# De nieuwe kleren van de keizer

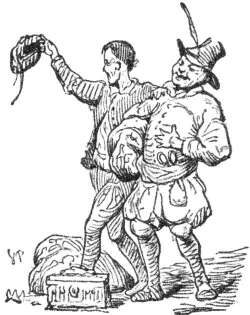
De nieuwe kleren van de keizer

De nieuwe kleren van de keizer is een sprookje opgetekend door Hans Christian Andersen, het verscheen in 1837.
Het betreft een kort verhaal van vier pagina's.
Tegenwoordig is "De nieuwe kleren van de keizer" of "de kleren van de keizer" in veel talen een gemeenzaam gebruikte uitdrukking voor een dwaze gewoonte of beslissing, die iedereen afkeurt, maar waartegen niemand protesteert uit angst om tegen de meerderheid in te gaan.

## Het verhaal

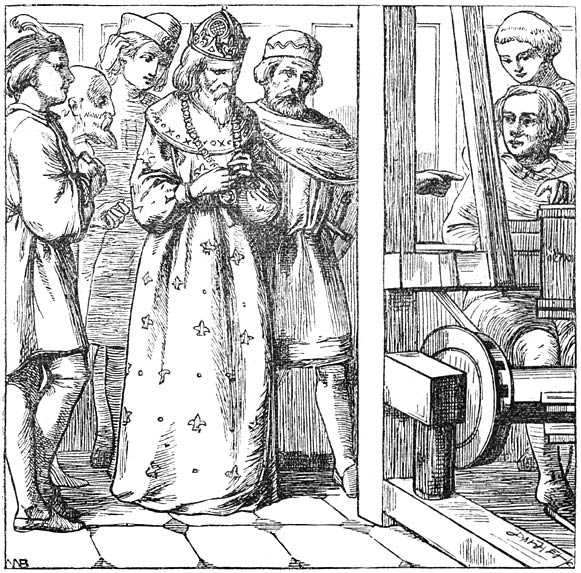
De nieuwe kleren van de keizer, 1895

Het sprookje verhaalt van een keizer die erg op zijn uiterlijk is gesteld. Zijn kleermakers maken steeds duurdere gewaden, maar de keizer raakt steeds sneller verveeld. Uiteindelijk wil hij iets heel bijzonders en beveelt zijn kleermakers een gewaad te maken van "de stof die niet bestaat."
Dan komen er een paar rondreizende kleermakers aan het hof die zeggen helemaal aan zijn wensen te kunnen voldoen. Zij hebben een uniek, nog nooit vertoond concept: een stof die alleen zichtbaar is voor slimme mensen. In werkelijkheid zijn het natuurlijk oplichters, want zo'n stof bestaat niet, maar de kleermakers vertrouwen erop dat niemand zal durven erkennen dat hij de stof niet ziet - uit angst om voor dom uitgemaakt te worden.
De keizer huurt ze in. Ze sluiten zich enkele dagen op in hun atelier en doden de tijd. Het ontbreekt ze aan niets. Daarna komen ze met veel misbaar en flauwekul naar de keizer en doen alsof ze een heel bijzonder kleed in hun handen hebben. Ze voeren een fantastische pantomime op en trekken de keizer het kleed aan dat alleen gezien kan worden door slimme mensen. De keizer aarzelt even, want hij ziet zijn eigen kleed niet, maar door de verrukte kreten van zijn kleermakers gaat hij er zelf ook in geloven, zeker als ook de eerste minister zegt dat het kleed hem prachtig staat! De keizer waant zich in peperdure kleren en hij wil natuurlijk niet dat mensen denken dat hij dom is. Hij vertoont zich dus aan zijn hovelingen en ook zij, bevreesd voor zijn woede-uitbarstingen, prijzen zijn nieuwe kleren de hemel in en loven zijn uitgekiende smaak.
Zodoende besluit de keizer zich te vertonen aan het hele volk. Fier flaneert hij in de optocht, geheel naakt, terwijl het volk omvalt van verbazing, angst en plaatsvervangende schaamte, totdat een kind in het publiek roept: "Hee, kijk, de keizer loopt in zijn blootje!" Iedereen houdt de adem in voor de toorn van de vorst, maar plots wordt zijn kreet beantwoord. "Hij heeft gelijk! Hij loopt in zijn blootje!" Spoedig roept iedereen dit, maar de keizer weet niet anders te doen dan trots door te lopen, zelfs al ziet ook hijzelf de kleren niet. De dienaren blijven zijn sleep dragen, die er niet is. Al gauw had de keizer door dat de twee kleermakers hem bedrogen hadden. Toen hij terugging naar zijn paleis waren de twee al lang vertrokken met hun verworven rijkdommen.
In verfilmingen en in de afbeeldingen in sprookjesboeken draagt de keizer vaak nog wel ondergoed, maar er zijn tegenwoordig ook uitgaven waarbij hij helemaal naakt is.

## Verwijzingen in moderne literatuur
- Economiste Anat Admati schreef het boek The Bankers' New Clothes: What's Wrong With Banking and What to Do About It als reactie op de zwakke kapitaalvereisten voor banken.